# Ильинка (Астраханская область)
Ильи́нка — посёлок городского типа в Икрянинском районе Астраханской области России. Административный центр и единственный населённый пункт муниципального образования «Рабочий посёлок Ильинка» со статусом городского поселения.

## География
Посёлок расположен в южной части области, в 13 км к юго-западу от Астрахани и в 24 км на северо-восток от райцентра села Икряное. В дельте Волги на берегу Волги, по обеим сторонам автодороги Р216 Астрахань — Лиман. Внутри посёлка протекает Ерик Ножовский, прежнее название — Шантимир.

## История
Поселок создан в 1730 году. 
В 1925 году посёлок входит в состав Икряниского района. 
В 1927 году Ильинке был передан городской округ Трусовского района ДСУ.
1927 Ильинка выходит из состава Икряниского района и входит в состав Трусовского.
1929 Ильинка выходит из состава Трусовского района и снова входит в Икрянинский район.
Статус посёлка городского типа — с 1968 года, рабочего посёлка с 1996 года.

## Население
| 1970  | 1979  | 1989  | 2002  | 2009  | 2010  | 2012  |
| ----- | ----- | ----- | ----- | ----- | ----- | ----- |
| 3952  | ↗4094 | ↗4387 | ↗4633 | ↗4717 | ↘4650 | ↗4752 |
| 2013  | 2014  | 2015  | 2016  | 2017  | 2018  | 2019  |
| ↗4809 | ↘4774 | ↗4924 | ↘4919 | ↗4981 | ↗5023 | ↗5031 |
| 2020  | 2021  |       |       |       |       |       |
| ↗5076 | ↗6411 |       |       |       |       |       |

## Известные уроженцы
В посёлке родились чемпион Олимпийских игр: по гандболу 1992 и 2000 года Василий Кудинов и бронзовый призёр баскетбольного турнира на Олимпиаде 1968 года Владимир Андреев.

## Крупнейшие улицы поселка
- Ул. Ленина
- Ул. Кирова
- Ул. Заречная
- Ул. Советская Левая
- Ул. Пролетарская
- Ул. Советская Правая
- Ул. Гагарина
- Ул. Гоголя
- Ул. Сергеева
- Ул. Пушкина
- Ул. Комарова
- Ул. Набережная
- Ул. Комарова
- Ул. Молодёжная
- Ул. Зелёная
- Ул. Пионерская
- Ул. Волжская
- Ул. Чкалова

## Культура
Муниципальное бюджетное учреждение «Дом Культуры рабочего поселка Ильинка»

## Учреждения
- МОУ «Ильинская СОШ», детский сад,* «МОУ СОШ» № 16
- МУ «Ильинский сервисный центр»
- «Ильинская Библиотека»
- «Почта России»
- «Сбербанк»

## Планы
- Постройка футбольного поля
- Постройка Собора
- Пляж

## Транспорт
Ильинка доступна водным и автомобильным транспортом.
Через Ильинку проходят Газели,
В частности:
139, 139н (до 2020г. Икряное - Ж/Д Вокзал Астрахань - 1. После 2020г. Красные Баррикады - Ж/Д Вокзал Астрахань - 1)
107 (Икряное - Ж/Д Вокзал Астрахань - 1. Через Другой Маршрут)
777 (Оранжереи - Ж/Д Вокзал Астрахань - 1.)
377 (Оранжереи - Ж/Д Вокзал Астрахань - 1. Через Другой маршрут)
6, 6н (Ильинка, П. Морской, ДСУ - Пл. Октябрьская, Б. Исады. Проезд по Ул. Таганской, 3 Интернационал)
На Линиях 139 Осталось 4 Машины, а на 107 7 Машин, Поэтому из села порой Трудно Выбраться в Областной Центр.